# Birger (jarl)

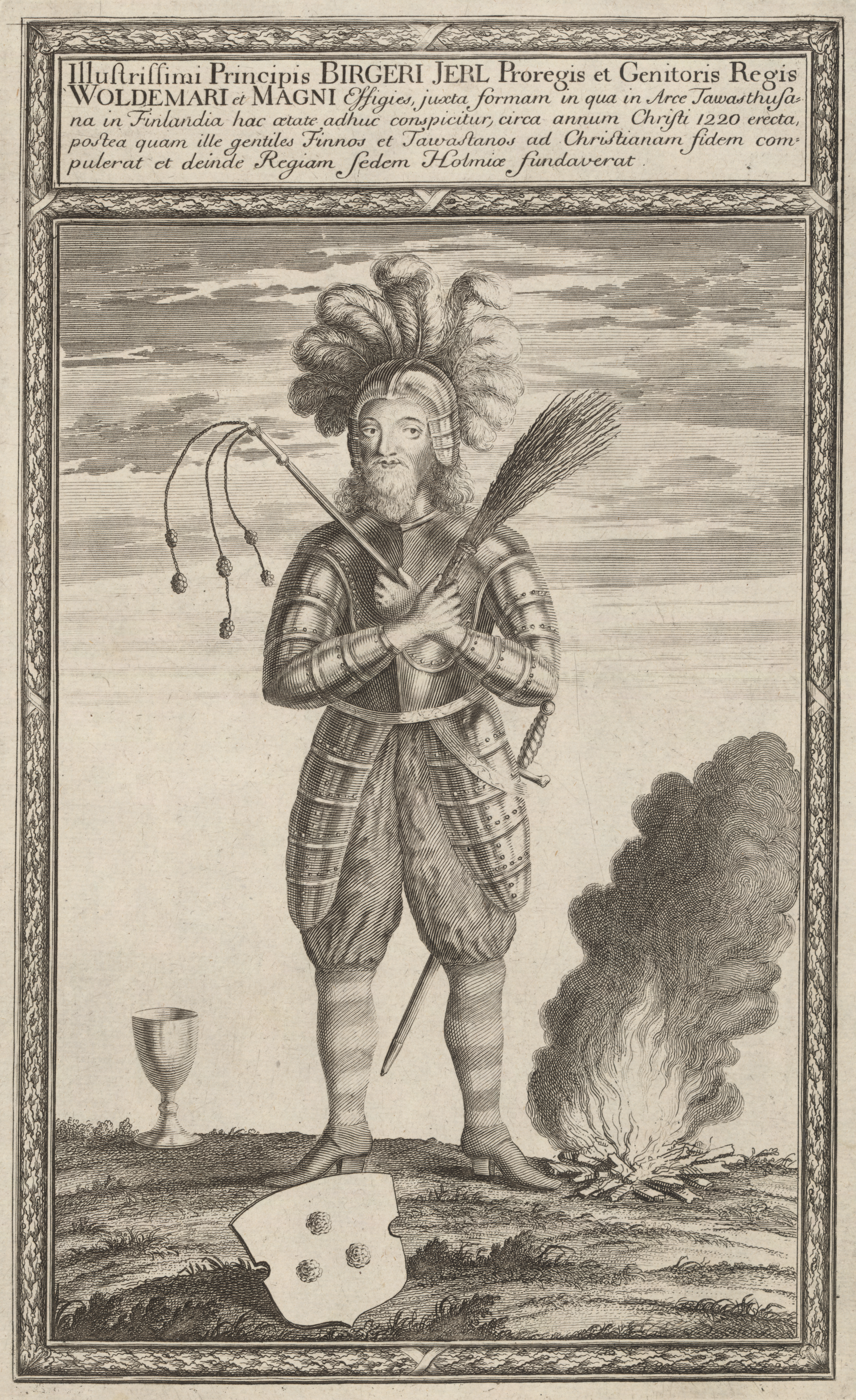
Jarl Birger na rytině ze 17. století

Birger Magnusson z Bjölbo nebo též švédsky Birger jarl (1216? — 21. října 1266) byl regent Švédska z rodu Folkungů. Stal se jarlem (náčelníkem) Švédska v roce 1248 a poté byl regentem od roku 1250 až do své smrti. V historii je znám také jako «král beze jména». Byl zakladatelem města Stockholmu.

## Biografie

### Původ, mládí
Narodil se v rodovém sídle Bjälbo v Östergötlandu jako čtvrtý syn Magnuse Minniskölda, vlivného příslušníka rodu Folkungů, a jeho manželky Ingrid Ylva, vnučky švédského krále Sverkera I. První zmínka o Birgerovi v kronikách se vztahuje k roku 1237, kdy se oženil se sestrou krále Erika Šišlavého Ingeborg (jež byla neteří ze čtvrtého kolena Alexandra Něvského). Třebaže letopisy ukazují na «čestný» charakter Birgerova příbuzenství, je nutné uvážit, že v té době byl Birgerův bratranec Ulf Fase jarlem již patnáct let a následníky tento těžce nemocný (a reálně nepanující) vládce neměl. Po smrti Ulfa Fase se v roce 1248 Birger stal, poraziv konkurenty, jarlem Švédska.

## Mocenský vzestup

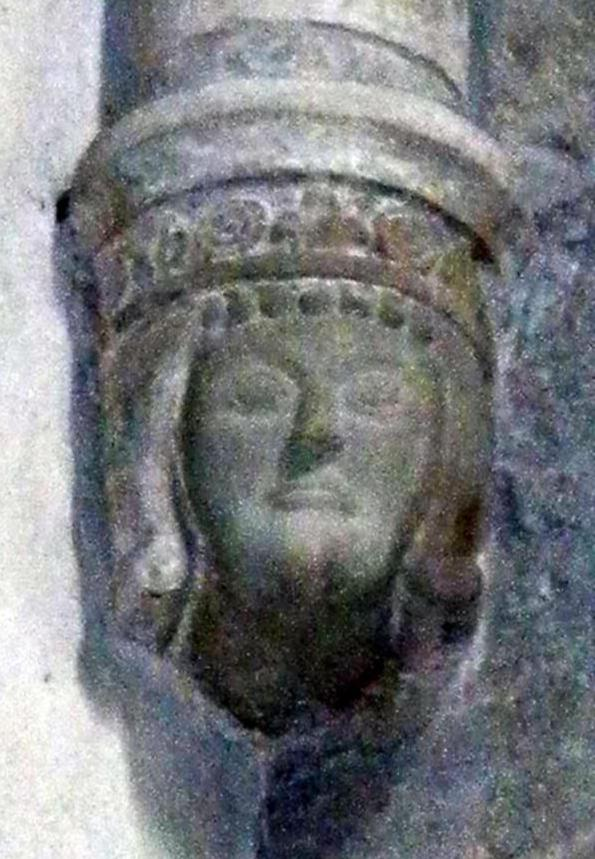
Birgerova busta v klášteře Varnhem

Podle Magnusova rukopisu se Birger roku 1240 zúčastnil Něvské bitvy, střetnutí mezi novgorodským knížetem Alexandrem Jaroslavovičem Něvským a švédskými oddíly.[zdroj?]
Když se po smrti Ulfa Fase stal Birger švédským jarlem, vypravil se v čele vojska na vojenské tažení do Finska (později známé jako Druhá švédská křížová výprava), které bylo přerušeno zprávou o smrti krále v roce 1250. Švédská šlechta se postavila proti tomu, aby se novým králem stal Birger, jemu se však přesto podařilo prosadit na švédský trůn svého syna Valdemara Birgerssona, jemuž v té době bylo jedenáct let. Jako jeho otec se stal regentem neplnoletého krále. V roce 1251 proti němu vypukla vzpoura, vedená jeho blízkými příbuznými. Vojsko vzbouřenců bylo poraženo, Filip Knutsson (syn krále Knuta II.) a Knut Magnusson (vnuk jarla Knuta Birgerssona a krále Knuta I.) byli popraveni a syn Ulfa Fase Karl byl vyhnán ze země.

### Vnitřní politika
Vypořádav se s protivníky, začal Birger provádět politiku zaměřenou na upevnění státu a společenské stability. Syna Valdemara oženil s dcerou dánského krále Erika Plovpenninga Žofií, své dcery provdal za představitele předních šlechtických domů Norska a severoněmeckých knížectví, podepsal obchodní smlouvy s Lübeckem, Hamburkem a s Anglii. Ve Finsku založil pevnost Tavasthus, opevnil Stockholm, který se stal stolicí země.
Birger je znám i jako zákonodárce – zakázal mučení rozžhaveným železem (obvyklá praktika v období Vikingů), přiznal dcerám právo na pozůstalost (ne menší než polovina dědictví syna), podporoval stavbu kostelů jako center kultury a vzdělanosti. Podpora církve a silné vztahy k ní (dva jeho bratři a jeden ze synů byli biskupy) spolu s dynastickými svazky se sousedními zeměmi umožnilo jím založené dynastii vládnout ve Švédsku a Norsku do poloviny následujícího století.

### Smrt
Birger Magnusson zemřel 21. října roku 1266 v Jälbolungu ve Västergötlandu a byl pohřben v klášteře ve Varnhemu po boku své druhé manželky Mechtyldy Holštýnské a syna Erika. Jeho hrob byl v roce 2002 otevřen a ostatky prozkoumány. Antropologické zhodnocení dovolilo vytvořit věrohodnou rekonstrukci jeho podoby a určit, že v době smrti mu bylo kolem padesáti let. V oblasti pravé očnice bylo zjištěno zhojené vážně zranění, což se shoduje se slovy letopisce Alexandra Něvského o Birgerovi: „samotnému králi vtiskl pečeť na tvář svým ostrým kopím“.
Při stavbě stockholmské radnice v letech 1911–1923 byla pod věží budovy vybudována hrobka, kam měly být ostatky jarla Birgera převezeny. Pro negativní stanovisko církve se však tento záměr neuskutečnil a hrobka zůstala jako kenotaf.

## Manželství a potomci
Od neznámé matky pochází nelegitimní syn:
- Gregers († 1276);

První Birgerovou manželkou byla Ingeborg († 1254), dcera švédského krále Erika X. a jeho manželky Richizy. Z jejich manželství, uzavřeného někdy kolem roku 1240, vzešli následující potomci:
- Rikissa (* 1234; † 1263), ∞ 1. Haakon Mladší (syn Haakona IV.), ∞ 2. Jindřich I. z Werle;
  - Rixa z Werle, ∞ Albrecht II. (Braunschweig-Wolfenbüttel-Göttingen);
- Magnus Ladulås (* 1240; † 1290), švédský král od roku 1276;
- Valdemar I. (* 1243; † 1302), švédský král v letech 1250-1276;
- Kateřina (* 1245; † 28. února 1259), ∞ Siegfried I. Anhaltský;
- Ingeborg (* ca 1245; † 1302), ∞ Jan I. Saský;
- Erik Birgersson (* 1250 ; † 1275) vévoda smålandský;
- Bengt Birgersson (* 1254; † 1291), vévoda finský a biskup linköpinský;

V roce 1261 se oženil podruhé, a to s vdovou po dánském králi Abelovi Dánském, Mechtyldou Holštýnskou. Není jisté, zda z tohoto manželství vzešli nějací potomci. Některé prameny uvádějí že Bengt, nejmladší Birgerův syn, byl synem od Mechtyldy. Další prameny uvádějí dceru Kristinu.

## Odkaz
V centru Stockholmu (nedaleko Riddarholmen je po jarlu Birgerovi pojmenováno náměstí, na němž byl v roce 1854 vybudován jeho památník. Jeho jméno nese i ulice (Birger Jarlsgatan), věž (Birger Jarls Torn) a hotel.
Birger Jarl je ústřední postavou stejnojmenné opery Henrika Filipa Johnsena z roku 1774, divadelní hry o čtyřech dějstvích Bröllopet på Ulvåsa (Svatba v Ulvåse) (1865) od Franse Hedberga a řady dalších děl.